# Uxbridge (Massachusetts)
 For alternative betydninger, se Uxbridge. (Se også artikler, som begynder med Uxbridge)
Uxbridge er en lille by i staten Massachusetts i USA med 11.156 indbyggere (2000). Byen ligger tæt på Rhode Island i  Worcester County. Uxbridge er placeret i midten af dalen i Blackstone River i deres nationale historiske spor af den industrielle revolution i USA. 
Byen er kendt for at producere  cashmere og militære uniformer, mere end 140 år. 

## Trivia
- Uxbridge blev oprettet i 1727, da byen  Mendon blev udskilt.
- I 1731 i First Great Awakening første Menigheden Kirke baseret i Uxbridge.
- I Uxbridge vedtaget i 1756 Lydia Chapin Taft, den første kvinde til at deltage i en planlagt valg i Amerika.[1]

## Eksterne links
- Gang Nationale Historicque, rivier van de vallei „Blackstone "
- Joseph Sylvester Clark: "Has Historical Sketch of the Congregational Churches in Massachusetts from 1620 à 1858"; Boston: Congregational Board of Publication, in 1858; Google Books, page 148
- www.uxbridge-ma.gov